# آشور أوباليط الثاني
آشور أوباليط الثاني آخر ملوك الإمبراطورية الآشورية الحديثة، خلف سين شار إشكون في الحكم سنة (612 قبل الميلاد). وأخذ اسمه من آشور أوباليط الأول الملك الآشوري الذي كان قد أطاح بإمبراطورية ميتاني وهزم الإمبراطورية الحثية خلال الإمبراطورية الآشورية الوسطى (1365 - 1020 قبل الميلاد). وهناك بعض الخلاف حول ما إذا كان آشور أوباليط الثاني كان شقيق سين شار إشكون أو لا، في حين من الواضح أنه كان من أفراد العائلة الآشورية المالكة، وكان أيضاً الترتان (القائد العام للقوات المسلحة في الجيش الآشوري) قبل أن يعلن نفسه ملكاً لآشور.

## حكمه
رفض آشور أوباليط الثاني الخضوع لتبعية إلى سياخريس ونبوبولاسر،
ونجح بشق طريقه للخروج من نينوى بعد الحصار والاستيلاء على تلك المدينة من قبل التحالف البابلي- الميدي- السكوثي- الكيميري في منتصف 612 قبل الميلاد.
بعد معركة نينوى تمكن نبوبولاسر من الدخول إلى نينوى وإسقاطها، إلا أن الآشوريين بقيادة آشور اوباليط اتجهوا نحو مدينة حران واتخذوها عاصمة جديدة بعد إسقاط نينوى. وفي عام 605 ق.م حاول الفراعنة بقيادة ملكهم نخاو الثاني مساعدة الآشوريين لفك حصار من قبل الكلدان،
حيث كانت الدولة الآشورية قد دخلت بتحالف مع مصر من قبل الآشوريين السلالة الـ26، كان شور اوباليط يقود الجيش وحاول الدافع دفاعاً مستميتاً عن حران وما تبقى من المملكة الآشورية بطريقة أو بأخرى من هجمات اتحاد (البابليين- الميديين- السكوثيون- الكيميريين) لمدة أربع سنوات بعد تدمير نينوى. ومع ذلك، وأخيراً أنكسر الجيش المصري، وعاد إلى وطنه مهزوماً سنة 610 ق.م، وتمكن الحلف البابلي- الميدي- السكيثي دخول حران واحتلالها سنة 609 ق.م .
كانت سنة 609 ق.م آخر سنة في سجلات الليمو الرسمية التي سجلت إن «آشور اوباليط الثاني» آخر ملوك الآشوريين. حيث انتهى بذلك وجود الدولة الآشورية، بعد ان تمكن الكلدان البابليين من السيطرة على بلاد الشام ووصولهم حتى حدود مصر.

## مصيره
تمكن آشور اوباليط الثاني من قيادة المعركة في طريقه للخروج من مدينة نينوى، ووصل إلى حران واتخذها عاصمة له، ودعا المستعمرة المصرية التابعة لآشور. وجاءت قوات من مصر تحت قيادة الفرعون نخاو الثاني لمساعدته. تحالف يوشيا ملك يهوذا مع بابل وميديا لقطع الطريق على نخاو الثاني، وجرت معركة بين المصريين ومملكة يهوذا على أسوار مدينة مجدو، قتل فيها يوشيا، وعين نخاو ملكا من اختياره لعرش أورشليم. فظل فرعون سيد فلسطين وسوريا مدة أربع سنين. انضم الفرعون نخاو الثاني مع آشور اوباليط الثاني وسار على معه لمحاصرة حران في 608 قبل الميلاد. ولكنهم هزموا في النهاية وتراجع المصريين في شمال سوريا.
ومن الممكن أن آشور اوباليط الثاني قتل في هذا الحصار الثاني من حران، على الرغم من أن هذا ليس مؤكد. وربما قد يكون قد نجا وشارك في الهزيمة النهائية الآشورية المصرية في المنطقة، في معركة كركميش سنة 605 ق.م، أو نجا، وعاش في غموض. وعلى أي حال، كان ذلك تاريخ اختفاؤه من سجلات التاريخ حتى لو لم يسجل تاريخ وفاته، وبانتهاء عصره كان ذلك النهائية الإمبراطورية الآشورية.

## الهوامش
1. ↑  تحالف الميديين مع البابليين لإسقاط الإمبراطورية الآشورية وإحتلال عاصمتها نينوى، عندما قام سياخريس بتزويج إبنته أميديا لملك بابل نبوخذ نصر الثاني لتعزيز التحالف بين بابل وميديا
2. ↑  Approche scientifique d'une chronologie absolue (بالفرنسية) نسخة محفوظة 06 ديسمبر 2017 على موقع واي باك مشين.
3. ↑  Geschichte Vorderasiens (بالألمانية)
 نسخة محفوظة 23 يوليو 2016 على موقع واي باك مشين.
4. ↑  Georges Roux -Ancient Iraq

| المناصب السياسية   | المناصب السياسية                     | المناصب السياسية           |
| ------------------ | ------------------------------------ | -------------------------- |
| سبقه سين شار إشكون | ملك آشور حوالي (612 ق.م) – (605 ق.م) | تبعه نهاية الدولة الآشورية |